# OkCupid
OkCupid ist eine der ältesten Kontaktbörsen im Internet. Sie verwendet, wie praktisch alle Konkurrenten, einen Matching-Algorithmus, der anhand einer Reihe von Fragen und Antworten die Kompatibilität von Benutzern abschätzt.

## Geschichte
Die Gründer von OkCupid (Chris Conye, Christian Rudder (Besitzer des Profils OkCupid), Sam Yagan und Max Krohn) waren noch Studenten der Universität Harvard, als sie mit der TheSpark und später der Lernhilfe SparkNotes Bekanntheit erreichten. Unter anderem bot TheSpark.com einige humoristische Selbsttests, inklusive des Kompatibilitätstests nach Myers-Briggs.
SparkMatch entstand als Experiment, indem man registrierten Nutzern erlaubte, andere, die den Kompatibilitätstest durchlaufen hatten, mittels ihrer Ergebnisse zu suchen und zu kontaktieren. SparkMatch wurde sehr populär, wurde als eigenständige Seite aus SparkNotes ausgekoppelt und später zu OkCupid umbenannt. Momentan ordnet OkCupid den Benutzern mit – in Frage, Klappentext und Reihenfolge – größtenteils identischen Fragen Persönlichkeitstypen zu. 2001 wurde SparkNotes an Barnes & Noble verkauft und dessen Gründer fokussierten ihre Arbeit auf OkCupid.
Seit mindestens 4. August 2009 hat OkCupid A-List-Accounts eingeführt, die gegen monatliche Gebühr zusätzliche Dienste bieten. 2014 hatte das Unternehmen 35 Mitarbeiter.
Im Januar 2018 ernannte OkCupid Ariel Charytan zum CEO. Zuvor war er Senior Vice President des Hörbuch- und Podcast-Unternehmens Audible.

## Technik
Als Programmiersprache wird C++ genutzt (einschließlich Frontend). Das entwickelte Web-Framework „okws“ steht auf GitHub unter der GPLv2 zur Verfügung. Außerhalb von OkCupid hat das Framework keine nennenswerte Verbreitung und auch keine Contributors.

## Nutzerprofil

### Gegenwärtige Funktionen
- Unter About findet sich das klassische Nutzerprofil. Neben einer persönlichen Kurzbeschreibung werden einige typische Small-Talk-Inhalte abgefragt. Die Fließtexte sind wikifiziert; einzelne Wörter können auf globale Suchen verlinkt werden, um so andere Nutzer mit ähnlichen Interessen oder Charakterzügen zu finden.
- In der Tabelle Details kann der Benutzer einige Daten über sich preisgeben. Diese können sich inhaltlich mit den benutzergenerierten Fragen überschneiden.

In der Suche werden Profile als Einträge mit dem Profilbild angezeigt. OkCupid leitet daher aus dem Verhältnis von Suchtreffern und Aufrufen des Profils die Attraktivität des Profilbildes ab. Je nachdem, ob das Profil zu den attraktiveren oder unattraktiveren 50 % der Benutzer zählt, wird es diesen in den Suchergebnissen bevorzugt angezeigt.
OkTrends stellt dazu fest, dass attraktivere Profilbilder im Durchschnitt älter sind als unattraktivere.
- Unter Personality (Persönlichkeit) findet sich eine grafische Darstellung aller erkannten Charakterzüge des Profils im Vergleich mit den eigenen durch übereinandergelegte halbtransparente modifizierte Normalverteilungen.
- Unter Questions lassen sich beantwortete Fragen des Profils im Vergleich mit den Antworten des aufrufenden Nutzers vergleichen.

### Aufgegebene Funktionen
- Das Journal war ein Blog.
- Die Nutzer konnten Tests schreiben, die von anderen Nutzern im Multiple-Choice-Verfahren beantwortet werden konnten. Der Tab Tests enthielt eine Auflistung der vom Nutzer durchlaufenen Tests, die er zur Veröffentlichung freigegeben hatte.

## Suche
Die Mitte 2020 abgeschaffte Suchfunktion von OkCupid ließ grundsätzlich jeden Benutzer jedes beliebige Profil finden (sofern nicht einer von beiden die andere Person blockiert oder ausgeblendet hatte) und bot verschiedene Sortierungen. Hierbei handelte es sich jedoch nicht um eine erschöpfende Suche, sodass die Suchergebnisse sich auch bei fester Sortierung bei jedem Aufruf unterschieden.

### Kompatibilitätsabschätzung
Die Kompatibilitätsabschätzung erzeugt OkCupid aus der Schnittmenge der von den zu vergleichenden Benutzern beantworteten Fragen. Um die Schnittmenge zu vergrößern, werden außerdem die Antworten der Profile mittels der Antworten von jeweils ähnlichen Profilen extrapoliert. Die Übereinstimmungen und Abweichungen von den erwünschten Antworten werden dann nach ihrer Wichtigkeit für den jeweiligen Nutzer gewichtet und OkCupid schließt daraus auf die Kompatibilitäten aus Sicht der beiden Nutzer, also darauf, für wie wahrscheinlich OkCupid hält, dass sich diese Person mit der anderen versteht.

### Fragen
Angemeldete Benutzer von Okcupid können benutzererstellte Fragen im Multiple Choice-Verfahren beantworten. Aus zwei bis vier Antwortmöglichkeiten kann der Nutzer maximal eine auswählen. Jede Frage wird vom Ersteller in einen von sechs groben Themenbereichen eingeordnet, womit sich beim Durchsehen von Profilen ersehen lässt, wo größere oder kleinere Differenzen bestehen. Die beantworteten Fragen des eigenen und des betrachteten Profils lassen sich außerdem nach verschiedenen Kriterien sortieren, um beispielsweise Fragen zu finden, die dem Gegenüber wichtig sind, von einem selbst aber nicht beantwortet wurden.
Fragen lassen sich auch „nicht öffentlich“ beantworten. Solche Antworten werden dann zwar zur Schätzung der Kompatibilität herangezogen, sind aber nicht von anderen Nutzern einsehbar. Im Gegenzug muss man bei nicht oder „nicht öffentlich“ beantworteten Fragen darauf verzichten, Antworten anderer Nutzer auf diese Fragen zu sehen. Veröffentlicht man seine Antwort, kann man sie kommentieren; beispielsweise, um die eigene Position gegenüber einem Nutzer mit anderer Meinung zu untermauern. Beantwortete Fragen dürfen nach 24 Stunden erneut beantwortet, in der Sichtbarkeit verändert oder die Antwort gelöscht werden, während man Kommentare beliebig oft bearbeiten kann.
Zu jeder beantworteten Frage kann angegeben werden, was als erwünschte Antwort oder Antworten gewertet werden soll. So lassen sich tolerierbare Einstellungen von nicht tolerierbaren abgrenzen und trotzdem eine eigene Position ausdrücken. Außerdem ist in drei Stufen anzugeben, für wie wichtig diese Frage insgesamt gehalten werden soll. So lassen sich auch Fragen beantworten, die man selbst als irrelevant einschätzt, für den potentiellen Partner aber vielleicht Relevanz haben, allerdings nur, sofern man zum Thema denn selbst eine Antwort angegeben hat.
Aus den Antworten wird die Persönlichkeitseinschätzung und die Kompatibilitätsabschätzung gebildet. Die maximale erreichbare Punktzahl bei der Kompatibilitätsabschätzung erhöht sich mit der Anzahl der beantworteten Fragen.
Unter den Fragen sind neben Persönlichkeitsfragen auch Wissens- und Logikfragen.

## Staff Robot
Der imaginäre „Staff Robot“ ist das Maskottchen von OkCupid. Er unterzeichnet für die meisten E-Mails, gibt dem Benutzer an diversen Stellen Tipps zur Webseite und drückt sein Mitleid aus, wenn etwas nicht funktioniert hat, beispielsweise, wenn ein Profil nicht gefunden wurde oder eine Suche keine Ergebnisse lieferte.

### Quiver Matches
Angemeldete Nutzer erhalten vom Staff Robot sogenannte Quiver-Matches (englisch: Köcher, siehe Cupidus), die Partnervorschläge mit etwas weiter aufgefassten Suchparametern darstellen. Nutzer können diese daraufhin kontaktieren, was Staff Robot als „accepted Match“ (akzeptierter Partnervorschlag) verbucht, oder verwerfen; in beiden Fällen registriert Staff Robot die Entscheidung und berücksichtigt sie für weitere Empfehlungen.

## Nutzungsformen

### Sexuelle Orientierung
Bei OkCupid kann der Nutzer für sich zwischen 22 verschiedenen Geschlechtern und 13 sexuellen Ausrichtungen eine Auswahl treffen. Für Leute, mit denen der Nutzer Kontakt aufnehmen möchte, kann der Nutzer eines oder mehrere der 22 Geschlechter wählen. Wie OkTrends im Jahr 2010 feststellte, kontaktieren aber die meisten bisexuellen Nutzer nur ein Geschlecht, was die Aussagekraft dieser Angaben etwas relativiert.

### Beziehungsstatus
OkCupid wird überdurchschnittlich oft von Menschen mit nicht traditionellen Beziehungsvorstellungen genutzt, insbesondere auch von Menschen, die in polyamoren Beziehungen leben, also offen Beziehungen mit mehreren Partnern eingehen, und auch von bisexuellen Menschen, die teilweise mehrere Partner haben. Viele Fragen im Fragenkatalog betreffen Grenzen und Ansichten bezüglich der bevorzugten Offenheit oder Geschlossenheit von Beziehungen.

### Schutz gegen unerwünschte Kontakte
Es lassen sich Nachrichten von Nutzern blocken, die zu weit entfernt leben, zu wenige Fragen beantwortet, unpassende sexuelle Orientierung oder Alter haben und deren Profil zu jung ist, zu schlechte Kompatibilität oder kein Foto hat. Zusätzlich lassen sich Benutzernamen explizit auf einer Schwarzen Liste angeben (blockieren). Es bleibt also dem jeweiligen Benutzer überlassen, sich für eine Filterstrategie zu entscheiden oder ganz auf Filterung zu verzichten.
Blockierte Nutzer bemerken dies nicht. Sie können weiterhin Nachrichten schreiben, die in ihrem Chat-Fenster erscheinen, aber diese Nachrichten kommen beim blockierenden Nutzer auch dann nicht an, wenn dieser später die Blockade aufhebt, so dass zwei Nutzer unterschiedliche Versionen eines Dialogs vorliegen haben können.

### Verbotene Nutzungsformen
OkCupid verbietet jegliche Form von kommerzieller Nutzung durch Unternehmen, Organisationen und Privatleute.

## Gebrauchssprache
OkCupid beherrscht erst seit 2010 mehrsprachige Fließtexte im Profil, die zudem immer in allen verfügbaren Versionen angezeigt werden. Das gesamte übrige System (Fragen etc.) einschließlich der Benutzerschnittstelle ist nicht multilingual.

## Reichweite
Laut Alexa Internet gehörte OkCupid 2014 zu den 500 meistbesuchten Webseiten weltweit mit einer Nutzung zu über 70 Prozent in den USA, wo die Website zu den 150 meistbesuchten Seiten gehört.
Laut OkTrends hatte OkCupid 2011 3,5 Mio. aktive Mitglieder.

## Finanzierung
Neben auf der Seite eingebetteter Werbung erzeugt OkCupid Einnahmen durch bezahlte Accounts. Diese werden A-List-Accounts genannt und bieten einige zusätzliche Möglichkeiten, die Suche einzuschränken, Fotos zu organisieren, mehr Speicherplatz für Nachrichten, beliebig viele Awards pro Tag, eine optionale Markierung des Profils als A-List Profil und Werbefreiheit der Webseite. OkCupid bietet auch die Möglichkeit, in der Kryptowährung Bitcoin zu bezahlen. Die essentiellen Funktionen sollen aber auch in Zukunft kostenfrei bleiben:

“Our plan is never to charge for anything that’s currently free on the site, including messaging other users.”

„Wir haben vor, niemals für irgendwas Geld zu verlangen, was jetzt kostenfrei ist, eingeschlossen andere Nutzer zu kontaktieren.“

## Selbstverständnis
OkCupid versucht, sich in verschiedenen Aspekten von anderen Kontaktbörsen abzugrenzen. So beschäftigt sich der OkTrends-Post Why You Should Never Pay For Online Dating (Warum Du nie für Kontaktbörsen bezahlen solltest) mit Seiten, die als Konkurrenz aufgefasst werden. Exemplarisch werden Match.com und eHarmony genannt; Seiten also, die Kompatibilitätsabschätzung vornehmen, für Kommunikation aber bezahlte Accounts voraussetzen. Der Artikel schließt aus Geschäftszahlen, Preisstruktur und abgeleiteter Verteilung der Abrechnungszeiträume, dass ungefähr 96 % der Profile Nutzern gehören, die nicht antworten können. Im Vergleich zu den 20 Mio. Profilen von Match.com ist OkCupid mit 1 Mio. Profile eher klein, wegen der um ein Vielfaches größeren Chance, auf eine Kontaktanfrage eine Antwort zu bekommen, sieht sich OkCupid aber dennoch als tauglicher und stellt sich selbst als kleinen David gegenüber den großen Goliaths dar. Nach Übernahme durch die InterActiveCorp, der unter anderem auch Match.com gehört, wurde der Blogpost gelöscht.

## OkTrends
Das offizielle Blog der OkCupid-Macher, OkTrends, veröffentlichte in unregelmäßigen Abständen ausführliche Analysen diverser Aspekte von OkCupid; angefangen beim Nutzerverhalten und aufgehört beim Zerpflücken der kostenpflichtigen Konkurrenz.